# Foofur superstar
Foofur superstar (Foofur) è una serie televisiva animata prodotta da Hanna-Barbera e trasmessa negli Stati Uniti su NBC dal 13 settembre 1986 al 18 febbraio 1988. In Italia è stata trasmessa su Italia 1 dal 7 febbraio 1988.

## Trama
La serie è incentrata sulle vicende di una gang di cani composta dallo scorbutico Louis, dalla dolce Camilla (che ha una cotta per Louis), dalla paziente Doris con il suo piccolo marito Fritz, dal gatto Attila, convinto di essere cintura nera di karate, oltre a Rocky, Fencer e Annabell; il gruppo è capeggiato da Foofur, un geniale cane blu, che ha occupato una vecchia casa abbandonata assieme alla nipotina Kika ed agli altri cani.
Ogni giorno i nostri si ritrovano alle prese con i piccoli problemi della loro convivenza, ma tutti insieme fanno fronte comune quando vengono minacciati da chi vorrebbe rinchiuderli in canile o anche quando devono impedire che la proprietaria della loro dimora (Miss Cornelia) riesca a venderla a qualcuno, facendo in modo che passi per una casa stregata.

## Personaggi
- Foofur - doppiato da Frank Welker (ed. originale), Antonello Governale (ed. italiana)
- Kika (Rocky) - doppiata da Christina Lange (ed. originale), Dania Cericola (ed. italiana)
- Attila (Fencer) - doppiato da Eugene Williams (ed. originale), Paolo Torrisi (ed. italiana)
- Fritz Carlos - doppiato da Jonathan Schmock (ed. originale), Riccardo Peroni (ed. italiana)
- Louis - doppiato da Dick Gautier (ed. originale), Roberto Colombo (ed. italiana)
- Doris (Hazel) - doppiata da Pat Carroll (ed. originale), Milena Albieri (ed. italiana)
- Camilla (Annabell) - doppiata da Susan Tolsky (ed. originale), Marcella Silvestri (ed. italiana)
- Signora Cornelia (Miss Amelia Escrow) - doppiata da Susan Silo (ed. originale), Lella Costa (ed. italiana)
- Pepe - doppiato da Don Messick (ed. originale), Elisabetta Cesone (ed. italiana)
- Harvey - doppiato da Michael Bell (ed. originale), Silverio Pisu (ed. italiana)
- Mel - doppiato da David Doyle (ed. originale), Maurizio Scattorin (ed. italiana)
- Baby - doppiato da Peter Cullen (ed. originale), Enrico Carabelli (ed. italiana)
- Chucky - doppiato da Allan Melvin e Frank Welker (ed. originale), Giorgio Melazzi (ed. italiana)
- Sammy - doppiato da Chick Vennera (ed. originale), Enrico Maggi (ed. italiana)

## Edizione italiana
Il doppiaggio italiano è stato realizzato presso lo Studio P.V., diretto da Silverio Pisu e con i dialoghi curati da Marinella Armagni. La sigla italiana Fufur superstar è stata incisa da Cristina D'Avena.

## Episodi

### Prima stagione
| Nº | Titolo originale               | Titolo italiano            | Prima TV USA      |
| -- | ------------------------------ | -------------------------- | ----------------- |
| 1  | A Little Off the Top           | L'insonnia di Fritz        | 13 settembre 1986 |
| 1  | A Clean Sweep                  | Arrivano i nostri          | 13 settembre 1986 |
| 2  | Moving Experience              | Casa, dolce casa           | 20 settembre 1986 |
| 3  | Dogstyles of the Rich & Famous | Un tesoro d'amico          | 27 settembre 1986 |
| 4  | Foofur Falls in Love           | Affari di cuore            | 4 ottobre 1986    |
| 5  | The Last Resort                | Un aiuto insperato         | 11 ottobre 1986   |
| 5  | Thicker Than Water             | Amici per la pelle         | 11 ottobre 1986   |
| 6  | Hot Over the Collar            | Il collare di famiglia     | 18 ottobre 1986   |
| 6  | A-Job Hunting We Will Go       | L'unione fa la forza       | 18 ottobre 1986   |
| 7  | A Royal Pain                   |                            | 25 ottobre 1986   |
| 7  | Nothing to Sneeze At           |                            | 25 ottobre 1986   |
| 8  | Country Club Chaos             | Caso al Country Club       | 1º novembre 1986  |
| 8  | You Dirty Rat                  | Invasione dei topi         | 1º novembre 1986  |
| 9  | This Little Piggy's on TV      | Nel mondo dello spettacolo | 8 novembre 1986   |
| 9  | Fencer's Freaky Friday         | Venerdì 13                 | 8 novembre 1986   |
| 10 | Legal Beagles                  | La truffa del barone       | 15 novembre 1986  |
| 10 | Bon Voyage Rocki               | Buona crociera!!           | 15 novembre 1986  |
| 11 | Russian Through New York       | Un russo a New York        | 22 novembre 1986  |
| 11 | Fritz-Carlos Bombs Out         | Fritz il coraggioso        | 22 novembre 1986  |
| 12 | New Tricks                     | Chicca Superstar           | 29 novembre 1986  |
| 13 | Mad Dogs and Englishmen        | Avventure a Londra         | 6 dicembre 1986   |

### Seconda stagione
| Nº | Titolo originale        | Titolo italiano                | Prima TV USA      |
| -- | ----------------------- | ------------------------------ | ----------------- |
| 14 | Pepe's Pet Peeve        | Killer e Pepe                  | 3 settembre 1987  |
| 14 | Clothes Make the Dog    | L'abito fa il cane             | 10 settembre 1987 |
| 15 | Boot Camp Blues         | Fritz e l'esercito             | 17 settembre 1987 |
| 15 | My Pharoah Lady         | Cleo l'egiziana                | 24 settembre 1987 |
| 16 | What Price Fleadom?     | Le pulci smarrite              | 1º ottobre 1987   |
| 16 | Winging It              | Il pulcino rosa                | 8 ottobre 1987    |
| 17 | The Dog's Meow          | Cane o gatto                   | 15 ottobre 1987   |
| 17 | Friend Foofur's Foul-Up | Amici per la pelle             | 22 ottobre 1987   |
| 18 | Alone at Last, Dahling  |                                | 29 ottobre 1987   |
| 18 | Tooth or Consequences   | Il mal di denti                | 5 novembre 1987   |
| 19 | Fencer Finds a Family   | Attila e la sua nuova famiglia | 12 novembre 1987  |
| 19 | The Nose Knows          |                                | 19 novembre 1987  |
| 20 | Just Bumming Around     | La grande fuga                 | 26 novembre 1987  |
| 20 | Annabell Goes Punk      |                                | 3 dicembre 1987   |
| 21 | Just Like Magic         |                                | 10 dicembre 1987  |
| 21 | Puppy Love              |                                | 17 dicembre 1987  |
| 22 | Weekend in the Condo    |                                | 24 dicembre 1987  |
| 22 | Bye, Bye, Birdie        | Ciao ciao Birdie               | 31 dicembre 1987  |
| 23 | Fencer Gets Soul        |                                | 7 gennaio 1988    |
| 23 | Rocki's Big Fib         | Le nobiltà di Rocky            | 14 gennaio 1988   |
| 24 | You Bet Your Life       |                                | 21 gennaio 1988   |
| 24 | Louis Sees the Light    |                                | 28 gennaio 1988   |
| 25 | Annabell Gets Framed    |                                | 4 febbraio 1988   |
| 25 | Scary Harry             |                                | 11 febbraio 1988  |
| 26 | Look Homeward, Foofur   |                                | 18 febbraio 1988  |